# Музей зниклих безвісти
Музей зниклих безвісти — музей у Нагірно-Карабаській Республіці, присвячений зниклим безвісти під час Карабаської війни. Музей є одним з найвідвідуваніших в республіці. Музей суміщений з «союзом чекаючих матерів». Директор музею — мати зниклого безвісти воїна, повністю віддала себе організації пошукових і архівних робіт, пов'язаних зі зниклими безвісти на війні.
Музей відкритий щодня з 9:00 до 20:00.